# Boston-Club Düsseldorf
Der Boston-Club e.V. Düsseldorf ist ein Tanzsportverein in Düsseldorf.
Der Verein verfügt u. a. über Angebote im Einzeltanzen (Standard und Latein), Formationstanzen, Jazz und Modern Dance, Hip-Hop, Breaking, Breitensport, Gesellschaftstanz und Kindertanzen.

## Geschichte
Der Verein wurde 1912 aus einem Tanzkreis gegründet, der sich seit 1902 regelmäßig im Breidenbacher Hof traf. Der Name des Vereins geht auf den Boston, ein Vorläufer des Langsamen Walzers, zurück.
Nach dem Zweiten Weltkrieg wurde der Tanzbetrieb des Vereins am 1. Oktober 1948 wieder aufgenommen.

## Standardformation

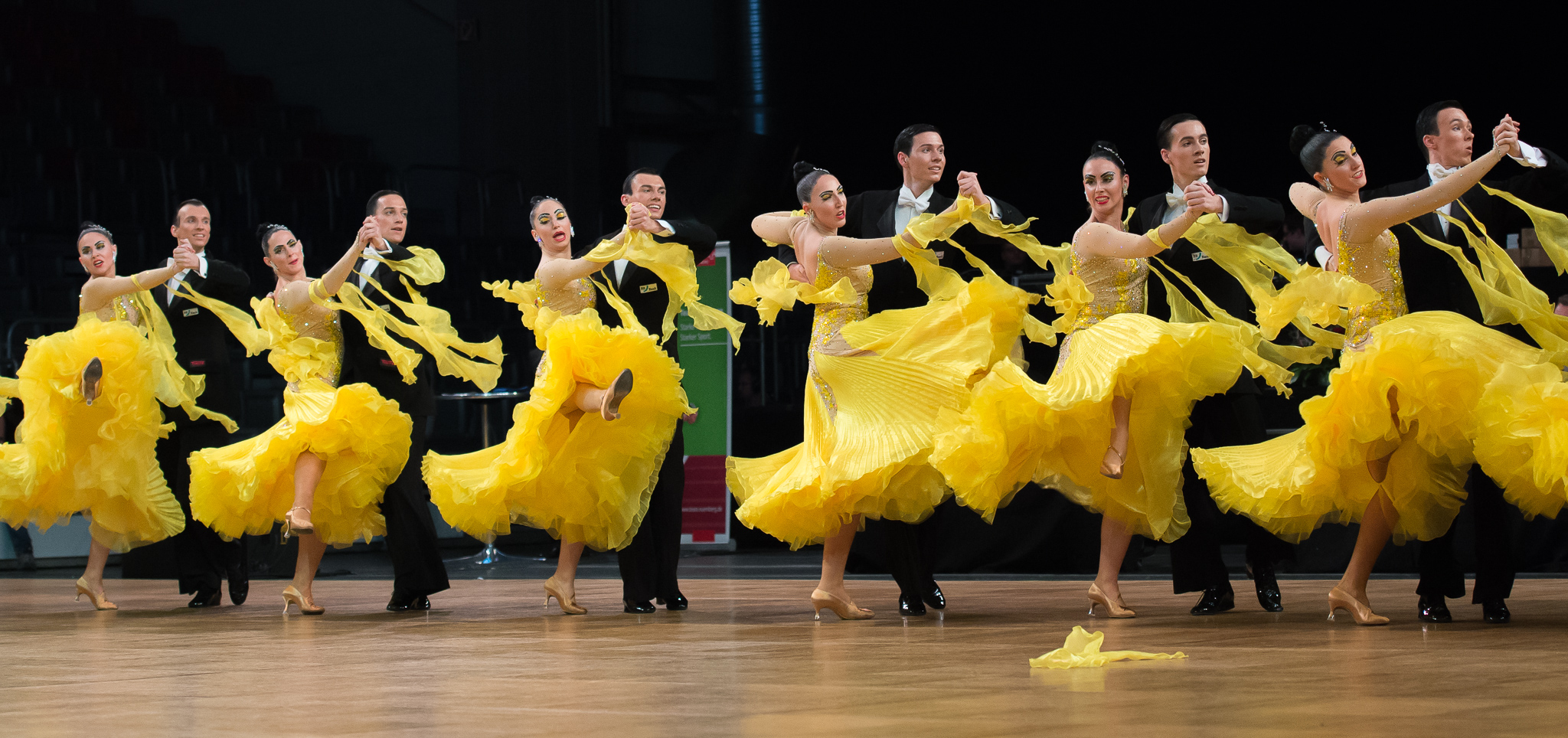
Boston-Club Düsseldorf bei der Deutschen Meisterschaft der Formationen 2016

Die Standardformation des Vereins wurde 2002 gegründet. In den Saisons 2005/06 und 2006/07 trat die Mannschaft in einer Formationsgemeinschaft mit der TSG Hagen in der 2. Bundesliga an. Nach dem Abstieg aus der 2. Bundesliga löste sich die Formationsgemeinschaft auf. Die Mannschaft des Boston-Club Düsseldorf trat in der nächsten Saison in der Regionalliga West Standard an. Zur Saison 2009/10 rückte die Mannschaft als drittplatzierte Mannschaft des Aufstiegsturniers in die 2. Bundesliga Standard nach, nachdem der TC Rot-Weiss Casino Mainz sein B-Team aus der 2. Bundesliga zurückgezogen hatte, stieg am Ende der Saison jedoch wieder in die Regionalliga ab. Bis zur Saison 2014/15 tanzte die Mannschaft in der Regionalliga West Standard – von 2011/12 bis 2013/14 mit dem musikalischen Thema „Pirates of the Carribaen“, 2014/15 mit dem musikalischen Thema „Whitney“ – und stieg dann in die 2. Bundesliga auf. In der Saison 2015/16 tanzte die Formation erneut eine Choreographie zum musikalischen Thema „Whitney“.
Nachdem der T.C.H. Oldenburg im Juli 2016 sein A-Team aus der 1. Bundesliga Standard zurückgezogen hatte, rückte die Formation des Boston-Club Düsseldorf als drittplatzierte Mannschaft der vergangenen Saison in die 1. Bundesliga nach. Am Ende der Saison stieg die Formation wieder in die 2. Bundesliga Standard ab. Musikalisches Thema in der Saison 2016/17 war „Whitney“. In der folgenden Saison erreichte die Mannschaft mit dem neuen musikalischen Thema „Beauty & The Beast“ den direkten Wiederaufstieg in die 1. Bundesliga, stieg am Ende der Saison 2018/19 aber erneut in die 2. Bundesliga ab.
Trainer der Standardformation sind Uwe und Melanie Schieren.

## Lateinformation

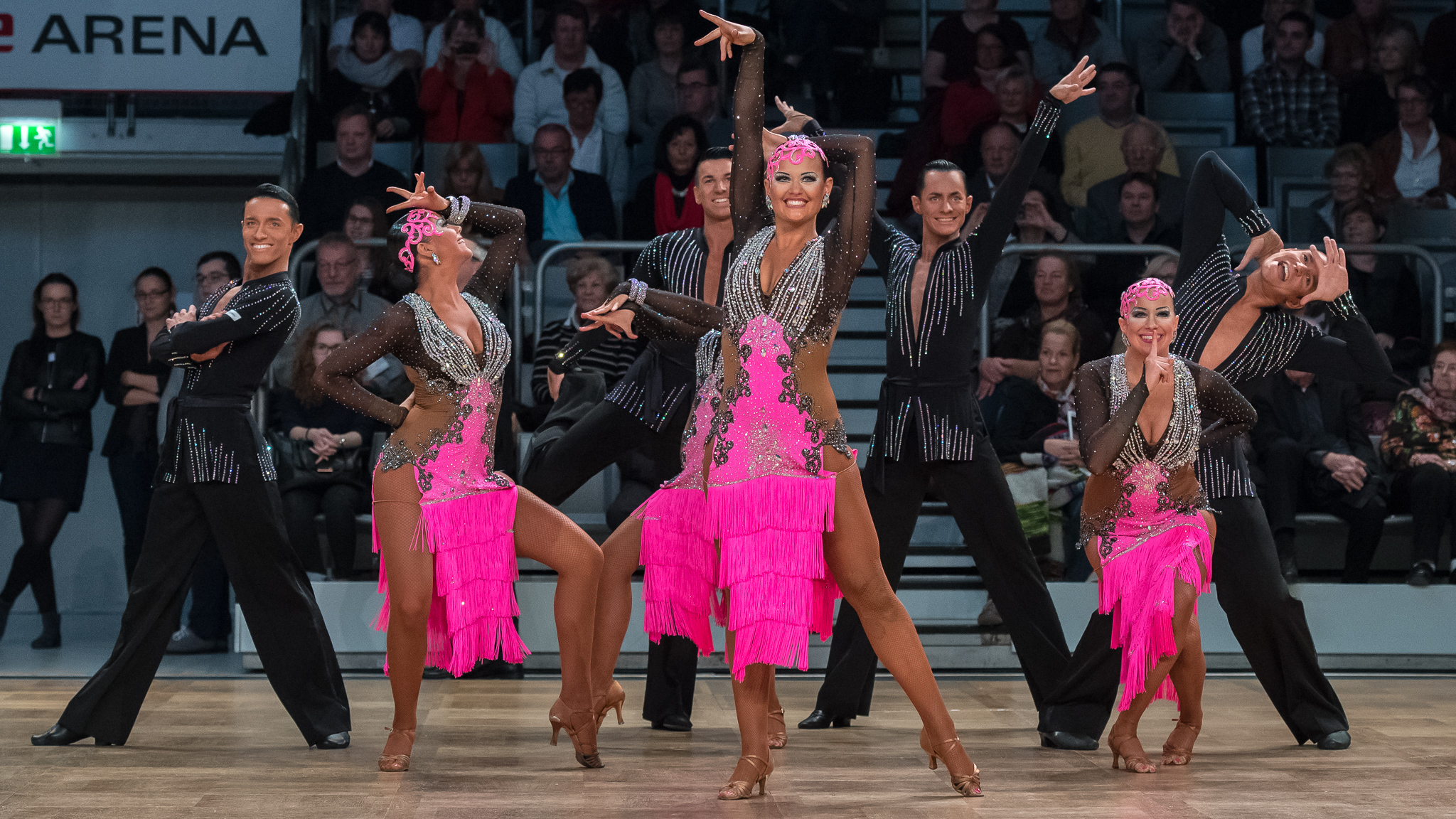
Formationsgemeinschaft TSZ Aachen/Boston Club Düsseldorf bei der Deutschen Meisterschaft der Formationen 2016

Lateinformationen gab es im Verein von 2004 bis 2006, als ein A-Team in der Oberliga West Latein zu Ligawettkämpfen antrat. In der Saison 2004/05 trat zusätzlich ein B-Team in der Landesliga West Latein an.
Zur Saison 2016/17 bildet der Verein mit dem TSZ Aachen eine Formationsgemeinschaft, die in der 1. Bundesliga Latein antrat. Musikalisches Thema war „The Great Gatsby“. Die Formationsgemeinschaft stieg nach der Saison in die 2. Bundesliga ab, schaffte in der folgenden Saison aber erneut mit dem musikalischen Thema „The Great Gatsby“ den direkten Wiederaufstieg in die 1. Bundesliga.
2019 löste sich die Lateinformation auf.

## Chaosformation
Im Verein gibt es neben den bei Ligaturnieren antretenden Formationen auch eine Breitensportformation, die mit ihren Choreographien eine Persiflage auf das Formationstanzen darbietet. In den Choreographien werden sowohl Standard- als auch Lateinmusiken verwendet.
Trainer der Chaosformation sind Igor Pokasanew und Steggi Venjacob.